# Louis Collinet
Pour les articles homonymes, voir Collinet.
Louis Edmond Collinet, né à Cherbourg (auj. Cherbourg-en-Cotentin) le 19 février 1892 et mort à Neuilly-sur-Seine le 10 mars 1949, est un officier de marine français.

## Biographie
Il entre à l'École navale en octobre 1909 et en sort aspirant en octobre 1911 avec les félicitations de ses instructeurs. Il sert alors à la division navale d'Extrême-Orient sur le Montcalm. Enseigne de 1re classe (octobre 1914), il est détaché en 1915 sur le croiseur auxiliaire anglais Empress of Japan (en) comme officier de liaison. 
En 1917, second de l'aviso Algol à la division des patrouilles de Provence, il commande en 1918 un chalutier armé sur les côtes algériennes. Nommé en août lieutenant de vaisseau, il est adjoint au commandant de l'escadrille de dragage d'Algérie-Tunisie (1919) et s'y fait vivement apprécié de ses supérieurs Guépratte, Darrieus et Gauchet. 
Après avoir suivi les cours de l’École supérieure d'électricité dont il sort ingénieur en 1920, il est nommé en 1921 à la division navale de Syrie puis sert sur le croiseur Metz en Méditerranée (1922). En 1924, il devient chef du service des communications de l'escadre de Méditerranée. 
Collinet fait ensuite l'École de guerre navale et en est breveté en novembre 1925. Il est alors promu capitaine de corvette (mai 1926) et devient aide de camp de l'amiral Dumesnil.
Commandant de l'aviso Marne à la division d'Extrême-Orient (1927-1928), officier d'ordonnance du ministre de la Marine (1929), sous-chef du cabinet militaire, il est nommé capitaine de frégate en août 1929 et sert comme second du croiseur Foch en Méditerranée. 
Commandant du contre-torpilleur Vautour (1932) dont il a suivi l'achèvement et les essais, il devient chef d'état-major de la 1re division légère sur le Foch et suit la session, en 1935, du Centre des hautes études navales. Professeur de tactique de surface à l’École de guerre navale, il est promu capitaine de vaisseau en février 1936. 
Chef du 3e bureau de l’État-major général, il est en 1938 le commandant du croiseur lourd Dupleix en Méditerranée puis du bâtiment de ligne Strasbourg (octobre 1939) avec lequel il est incorporé à la Force de Raid et participe aux opérations dans l'Atlantique de l'hiver 1939-1940. 
Le 3 juillet 1940, pendant l'attaque de Mers el-Kébir, il se fait remarquer pour son sang-froid et pour ses qualités de manœuvrier qui lui permettent de parvenir à sortir de la rade sous les bombardements et de revenir à Toulon en échappant à la poursuite de ses ennemis. 
Contre-amiral (août 1940), il commande la marine à Toulon puis la 4e escadre et reçoit en avril 1941 le commandement de la division navale d'Afrique occidentale avec le titre de délégué de l'amirauté française à Dakar. 
Promu vice-amiral en août 1942, il n'accepte pas sa nomination de chef d'état-major de la marine qui lui est offerte en 1943 à Alger et revient à Toulon comme commandant interallié de la zone d'Afrique occidentale. 
Commandant de la marine au Maroc avec le titre d'amiral Ouest-Afrique (novembre 1944), il est nommé inspecteur général des réserves de l'armée de mer en février 1948 mais meurt à Neuilly-sur-Seine, d'une maladie foudroyante, le 10 mars 1949.

## Publication
- Préfacier de A la côte de Paul Maudonnet, Les Livres nouveaux, 1941.